# Бертон, Энди
Энди Бертон (англ. Andy Burton) — британский тележурналист, спортивный комментатор и репортёр, работающий на Sky Sports.

## Карьера
Начинал работу на радиостанциb Capital Bravo и телеканале Bravo: на Bravo он работал в дуэте с Энди Голдстейном на передаче Football Challenge. По субботам вечером на Sky Sports выходила его передача Football First с нарезкой лучших моментов матчей чемпионата Англии за минувшую неделю.

## Скандалы
Зимой 2006 года Бертон подрался со своим коллегой Ричардом Бэконом, который начал приставать к Ребекке Макфарлейн, с которой Бертон встречался (ранее она ушла от Бэкона).
25 января 2011 Бертон был уволен со Sky за то, что во время матча «Вулверхэмптон Уондерерс» — «Ливерпуль» допустил несколько оскорбительных высказываний в адрес судившей встречу Шан Мэсси-Эллис, которая была боковым арбитром во время матча. Вместе с ним со Sky ушли Ричард Киз и Энди Грей, однако Бертон вскоре вернулся на телеканал.